# Хакија Хаџић
Хакија Хаџић (Билећа, 1883 — Дамаск, 1953) био је хрватски политичар из Босне и Херцеговине и члан усташког покрета.

## Биографија
Хакија Хаџић рођен у Билећи 1883. године. Гимназију је похађао у Мостару, гдје је дипломирао 1903. године. Студирао је класичну филологију и филозофију на универзитетима у Бечу и Јени. По окончању студија био је професор латинског језика у сарајевској Великој гимназији. Основао је ђачки дом за муслиманску омладину у Сарајеву и Мостару. Писао је за Хрватско право, пред Први свјетски рат уређивао је часопис Хрватску свијест, политички лист Свијет и гласник Муслиманске напредне странке Свијет. Био је директор требињске ниже гимназије. Након тога је био службеник у одјељењу за просвјету и вјере Покрајинске управе за БиХ.
Припадао је групи политичара муслиманске вјероисповијести из БиХ, који се национално изјашњавали као Хрвати. Још у младости био је сљедбеник правашке идеологије. Са групом истомишљеника је основао бечко старчевићанско муслиманско академско друштво „Свијест”. 
По окончању Великог рата, придружио се Хрватској пучкој сељачкој странци и предсједавао је сарајевског градском организацијом. У влади радикала и ХСС-а 1927. обављао је функцију помоћника министра просвјете. Дјеловао је у Југословенској муслиманској организацији (ЈМО), сарађивао са Сељачком слогом, а кад је руководство ЈМО приступило Југословенској радикалној заједници (ЈРЗ) 1935, заједно са скупином Муслимана одбацио је ту одлуку. Крајем 1935. Бајрамским закључком заједно са Адемагом Мешићем основао је Муслиманску организацију ХСС, која је била формални наставак ЈМО-а. Када је основана Бановина Хрватска, МО ХСС је заговарала аутономију БиХ.
Дио скупине је пришао усташком покрету (Џафер и Осман Куленовић, Адемага Мешић). Као и други хрватски националисти муслиманске вјероисповијести, дошао је до истакнутог мјеста у државној управи НДХ (Куленовићи, Химлија Бешлагић, Салих Баљић итд.). Хаџић је био члан Побочничког збора у Главном усташком стану (ГУС). Био је Павелићев повјереник за босанске срезове Дринске бановине. У мају 1941. постављен је за повјереника ГУС-а за Тузлу, а након тога за Сарајево и бившу Дринску бановину. Политички је маргинализован као дио круга Адемаге Мешића. У марту 1942. је именован на дужност опуномоћеног министра и вандредног посланика у Министарству иностраних послова НДХ. Залагао се за укључење Новопазарског санџака у састав НДХ. Од 1944. био у централној дипломатској служби, а од јула мјесеца посланик у Мађарској, гдје је остао све до уласка Црвене армије у Будимпешту.
Почетком маја, током слома НДХ, побјегао је у Аустрију. Од 1946. до 1948. био је у француском логору Швац код Инзбрука, одакле одлази у Дамаск, главни град Сирије. Ту је постаје потпредсједник извршног одбора Хрватског народног одбора. Био је међу састављачима меморандума на основу којег је Свеисламски конгрес у Карачију 1951. донио резолуцију о положају Хрвата.
Преминуо је у Дамаску 1953. године.